# Parafia św. Męczennika Pantelejmona w Zaściankach
 Parafia św. Męczennika Pantelejmona – parafia prawosławna w Zaściankach, w dekanacie Białystok należącym do diecezji białostocko-gdańskiej.
Na terenie parafii funkcjonuje 1 cerkiew:
- cerkiew św. Męczennika Pantelejmona w Zaściankach – parafialna[3]

## Historia
Parafia została erygowana 15 czerwca 1993 poprzez wydzielenie z terytorium parafii św. Proroka Eliasza na białostockich Dojlidach. Nabożeństwa początkowo odbywały się w prowizorycznej kaplicy w Grabówce. W lutym 1995 założono parafialny cmentarz w Zaściankach, przy drodze do Grabówki. Cerkiew parafialną wzniesiono w latach 1997–2003.
Parafia obejmuje swoim zasięgiem – oprócz terenów wiejskich (Zaścianki, Grabówka, Sobolewo) – także część Białegostoku.

## Wykaz proboszczów
- 1993–1995 – ks. Aleksy Wojciuk
- od 1995 – ks. Anatol Szymaniuk